# S- bis W-Klasse
Die 40 Zerstörer der S-, T-, U-, V- und W-Klasse entstanden als 5th bis 9th Emergency Flotilla des Kriegsbauprogramms der britischen Royal Navy. Die Zerstörer wurden zwischen dem 9. Januar und dem 3. Dezember 1941 bei zehn britischen Werften bestellt.
Sie wichen durch eine neue Form des Vorschiffes von den ersten Bestellungen des Kriegsbauprogramms (O- und P-Klasse sowie Q- und R-Klasse) ab, da sie die Bugform der Tribal-Klasse mit dem seit der Q-Serie verwandten Rumpf der J-, K- und N-Klasse kombinierten. Mit dieser Rumpfform entstanden danach noch weitere 40 Zerstörer der Z-, Ca-, Ch-, Co- und Cr-Klasse mit einer abweichenden Hauptbewaffnung.

Als erstes Schiff kam die Troubridge am 8. März 1943 in den Dienst der Royal Navy. Die anderen Zerstörer folgten bis zum 20. Juli 1944, wobei je zwei von der Norwegischen Marine bzw. der Royal Canadian Navy in Dienst gestellt wurden.
Drei Zerstörer (Svenner, Swift und Hardy) gingen im Zweiten Weltkrieg verloren. Die Zerstörer wurden in allen Operationsgebieten der Royal Navy eingesetzt.
Schon kurz nach dem Krieg wurden noch 1945 drei Zerstörer der S-Gruppe an die Niederländische Marine verkauft. In den 1950er-Jahren wurden von der W-Gruppe drei an Südafrika abgegeben und schließlich im Oktober 1956 zwei weitere an Jugoslawien verkauft.
Ab 1951 erfolgte der Totalumbau von neunzehn Zerstörern, darunter ein kanadischer, zu U-Boot-Abwehr-Fregatten vom Typ 15, von denen eine später als 3. Schiff nach Südafrika verkauft wurde.
Sieben Schiffe der T-Gruppe wurden weniger umfangreich umgebaut und als U-Boot-Abwehr-Fregatten vom Typ 16 (limited conversion) bezeichnet.
Zwischen 1965 und 1983 wurden die bei der Royal Navy verblieben Schiffe ausgesondert.

## Baugeschichte
Als Anfang 1941 die fünfte Bestellung von acht weiteren Zerstörern im Rahmen des Kriegsbauprogramms erfolgte, lagen nur Erfahrungen mit den vor dem Krieg bestellten Zerstörertypen vor. Die J-Klasse erzeugte relativ viel Sprühwasser, während die Tribal-Klasse im Einsatz und bei schwierigen Wetterverhältnissen ein wesentlich trockeneres Vorschiff hatte. Daher entschied man, die Bugform dieser Klasse mit der Rumpfkonstruktion der J-Klasse zu verbinden. Dies führte zu einer geringen Verlängerung der Schiffe mit 110,6 m über alles. Ansonsten blieben die Rumpfmaße gleich mit einer Breite von bis zu 10,9 m und einem maximalen Tiefgang von 4,37 m. Die Antriebsanlage bestand weiterhin aus zwei Sätzen Parsons-Getriebeturbinen mit einer Dampferzeugung durch zwei Admiralitätskessel, die 40.000 PS auf zwei Wellen produzierte und eine Höchstgeschwindigkeit von 36,75 kn ermöglichen sollte. Der Ölvorrat der Zerstörer umfasste 588 t und ermöglichte einen Fahrbereich von 4575 sm bei 20 kn Fahrt. Dies entsprach weitgehend den Werten der vorangegangenen Q- und R-Klasse.
Die Bauaufträge für die 5th Emergency Flotilla und die folgenden Flottillen ergingen jeweils paarweise an vier Werften (siehe Infobox). Die Bauzeiten der fünf 1941 erteilten Aufträge überschnitten sich allerdings erheblich, da die Auslastungen und Fertigungsmöglichkeiten der beauftragten Werften sich erheblich unterschieden.

Die S-Gruppe, 5th EF, wurde am 9. Januar 1941 bestellt und die Kiellegung der Neubauten erfolgte zwischen Juni 1941 und Juni 1942. Am 26. August 1942 lief die Scorpion als erster Zerstörer der S-Gruppe bei Cammel Laird vom Stapel, die dann auch am 11. Mai 1943 als erste in Dienst kam. Am 15. Juni 1943 lief die Swift bei White als letztes Schiff der Gruppe vom Stapel. Die Schiffe dieser Gruppe, gelegentlich auch als Savage-Klasse  bezeichnet, bildeten ab Ende 1943 die 23rd Destroyer Flotilla. Die letzte Indienststellung betraf am 11. März 1944 die Svenner für die norwegische Marine, die zuvor schon am 6. September 1943 die Stord in Dienst genommen hatte, aber die Schiffe unter dem britischen Flottillenkommando beließ. Das von der Royal Navy bestellte Zerstörer von einer verbündeten Marine in Dienst genommen wurden, war ab November 1940 schon bei allen Zerstörern der N-Klasse für Polen, Australien und die Niederlande sowie bei einem Schiff der M-Klasse für Polen durchgeführt worden.w

Die T-Gruppe, 6th EF, wurde am 14. März bestellt und die Kiellegung der Neubauten erfolgte zwischen September und Dezember 1941. Am 28. Mai 1942 lief die Tuscan als erster Zerstörer der Gruppe bei Swan Hunter vom Stapel, die auch der erste Neubau mit der verbesserten Bugform war. Drei Tage vor ihr kam dann am 8. März 1943 mit der bei John Brown gebauten Troubridge der „leader“ der T-Gruppe als erstes Schiff der neuen Bauform in den Dienst der Navy. Am 17. Juni 1943 lief die Terpsichore bei Denny als letztes Schiff der Gruppe nur zwei Tage nach dem letzten der S-Gruppe vom Stapel, die dann am 20. Januar 1944 auch als letztes Schiff der T-Gruppe in Dienst genommen wurde. Die gelegentlich auch als Tumult-Klasse  bezeichnete Gruppe, bildete ab Ende 1943 die 24th Destroyer Flotilla.

Die U-Gruppe, 7th EF, wurde am 12. Juni 1941 bestellt und die Kiellegung der Neubauten erfolgte zwischen November 1941 und September 1942. Am 12. Oktober 1942 lief der „leader“ Grenville als erstes Schiff der U-Gruppe bei Swan Hunter vom Stapel, der dann auch am 27. Mai 1943 nach vier Neubauten der T- und einem der S-Gruppe als erstes Schiff der U-Gruppe in Dienst kam. Als letztes Schiff dieser Gruppe lief die Ursa am 22. Juli 1943 bei Thornycroft vom Stapel. Im März 1944 wurden Ursa und Undauted als letzte Schiffe der U-Gruppe noch wenige Tage vor der Svenner in Dienst genommen. Die Gruppe bildete 1944 die 25th Destroyer Flotilla.

Die V-Gruppe, 8th EF, wurde am 1. September 1941 bestellt und die Kiellegung der Neubauten erfolgte zwischen Januar und Dezember 1942. Am 22. Dezember 1942 lief die Vigilant als erstes Schiff der Gruppe bei Swan Hunter vom Stapel. Als erste Schiffe dieser Gruppe kamen im August 1943 der „leader“ Hardy und die Venus in Dienst. Von dieser Gruppe lief die Volage als letztes Schiff am 15. Dezember 1943 vom Stapel und kam am 16. Mai 1944 in Dienst. Zwei Zerstörer dieser Gruppe wurden im Frühjahr 1944 als Algonquin und Sioux von der Royal Canadian Navy in Dienst gestellt. Die gelegentlich auch als Valentine-Klasse  bezeichnete Gruppe, bildete 1945 die 26th Destroyer Flotilla mit Saumarez als Flottillenführer.

Die W-Gruppe, 9th EF, wurde am 3. Dezember 1941 bestellt und die Kiellegung der Neubauten erfolgte zwischen Mai und Oktober 1942. Am 8. Mai 1943 lief der „leader“ der W-Gruppe, die Kempenfelt, als erstes Schiff bei John Brown & Co in Clydebank vom Stapel, der am 26. Oktober 1943 auch als erstes Schiff dieser Gruppe in Dienst kam. Von dieser Gruppe lief die Wrangler als letztes Schiff am 30. Dezember 1943 bei Vickers Armstrong in Barrow vom Stapel und kam mit der der Whirlwind im  Juli 1944 in Dienst. Die Zerstörer der Gruppe wurden gelegentlich auch als Wager-Klasse  bezeichnet und bildeten die 27th Destroyer Flotilla.
Zum Zeitpunkt der Indienststellung der Troubridge, die vor den Schiffen der S-Gruppe in Dienst kam, waren noch drei Vorkriegsbestellungen der Royal Navy nicht fertig.
Bedingt durch die Angriffe der Luftwaffe auf Greenock waren die bei dortigen Scotts Shipbuilding and Engineering Company georderten Mahratta der L- und M-Klasse und Rocket und Roebuck der Q- und R-Klasse noch nicht abgeliefert.

Im Juli 1944, als die letzten Zerstörer der 1941 bestellten „S- bis W-Klasse“ in Dienst kamen, waren nicht nur weitere Zerstörer neuerer Klassen in Bau, sondern auch schon zwei Zerstörer der Z- und drei der Ca-Klasse in Dienst genommen worden.

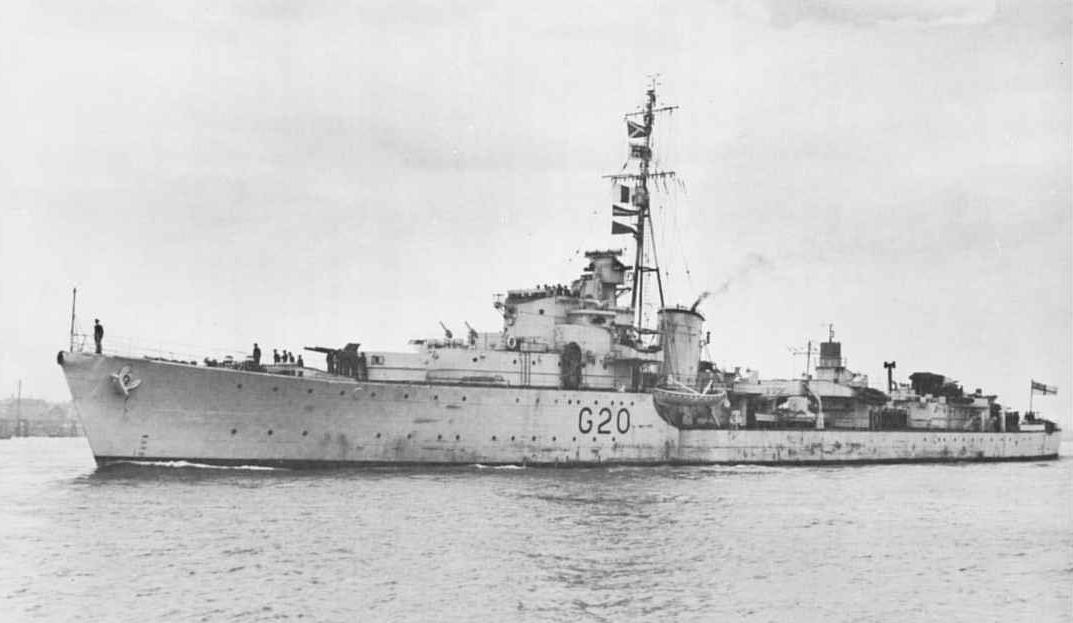
Die Savage mit dem Doppelturm auf dem Vorschiff

- siehe Myngs, die ab 1945 Flottillenführer der 27th Destroyer Flotilla war.

## Bewaffnung

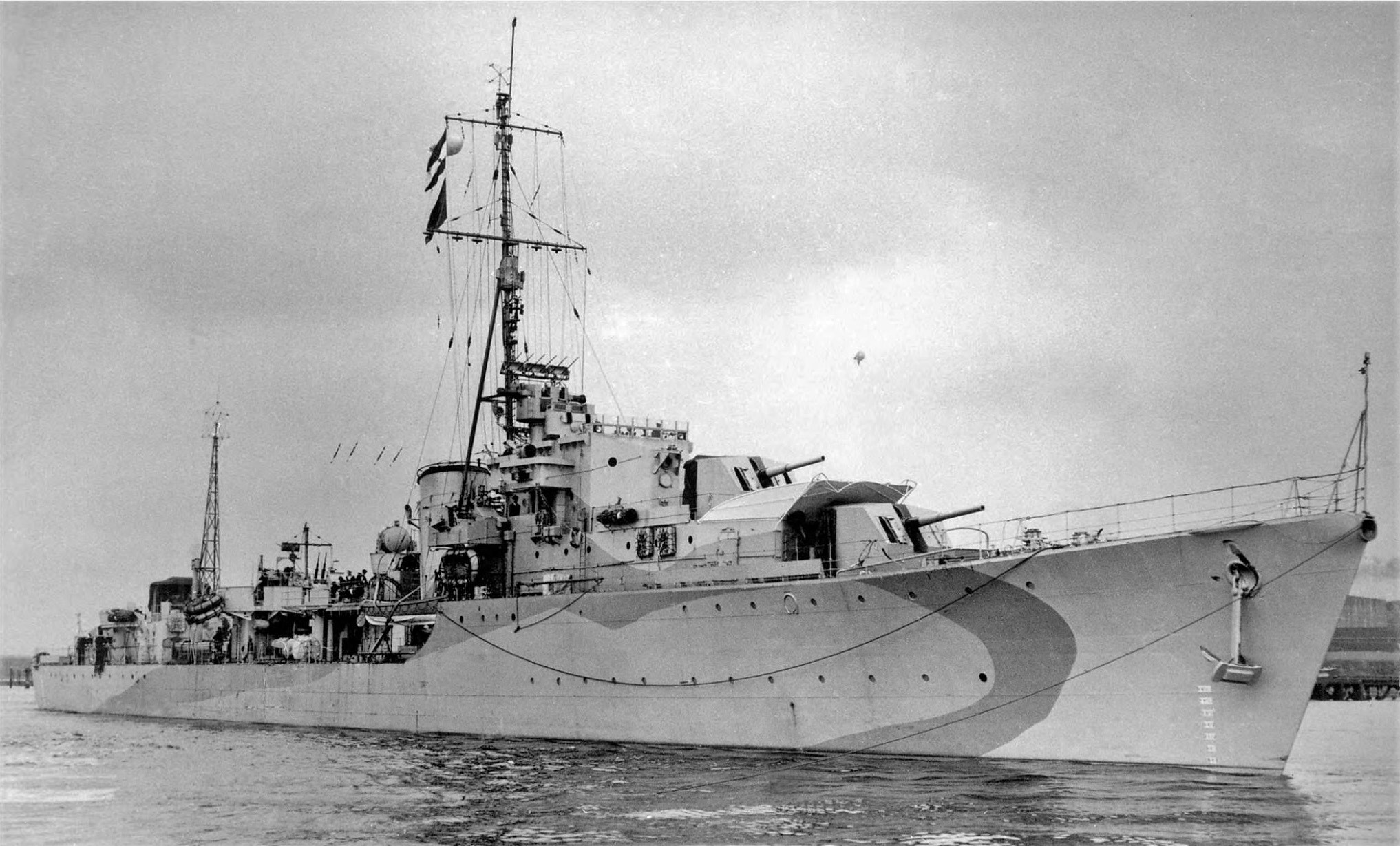
Die neuen Lafetten auf dem Vorschiff der Saumarez

Von den 40 bestellten Zerstörern der S- bis W-Klasse hatten 39 wieder die traditionelle britische Zerstörerbewaffnung von vier 120 mm-Mk.IX-Kanonen. Nur die im Juni 1943 von Hawthorn Leslie fertiggestellte Savage erhielt zur Erprobung modernere 114-mm-Kanonen aus einer Vorserie, die dann ab der Z-Gruppe die neue Standardbewaffnung britischer Zerstörer wurde.
Allerdings erhielten die Zerstörer der S- bis W-Klasse die bisherige Standardwaffe in einer neuen Einzellafette vom Typ CP.XXII, die einen Höhenrichtbereich von −10° bis +55° ermöglichte. Zwar wurde diese Veränderung von vielen als nicht ausreichend zur wirkungsvollen Flugabwehr empfunden. Jedoch mit den Verbesserungen am Lademechanismus, der federunterstützten Laderamme und einem verkürzten Rücklaufweg des Geschützes sowie verbesserter Munitionszuführung konnte die mögliche Feuerrate von der Bedienung erreicht und länger gehalten werden und im Zusammenwirken mit den Sensoren bei rechtzeitiger Reaktion auch gegen Flugzeuge Erfolge erzielen. Dazu gaben die neuen Schutzschilde mit ihren charakteristischen schrägen Vorderseiten der Bedienung und dem Geschütz einen erheblich verbesserten Wetterschutz.
Eine Stärkung der Flugabwehr sollte ein 40-mm-Hazemeyer-Bofors-Mk.IV-Zwillingsgeschütz als Ersatz des alten 2-pounder-„pom-pom“-Vierlings bringen.  Diese Geschütze wurden auf der in den Niederlanden entwickelten, sogenannten Hazemeyer-Lafette montiert. Dabei handelte es sich um eine in drei Achsen stabilisierte Montage, die – zumindest theoretisch – die Waffe komplett von den Schiffsbewegungen entkoppeln konnte und über einen eigenen Antrieb und ein eigenes Feuerleitradar verfügte. Um der Waffe einen möglichst großen Feuerbereich zu geben, wurde sie an der Position der bisherigen Scheinwerferplattform montiert. Leider stand das neuentwickelte, nicht immer perfekte Waffensystem nicht immer in hinreichender Anzahl zur Verfügung, so dass nur 28 der 40 Zerstörer mit diesem zu dieser Zeit besten Flak-Geschütz abgeliefert wurden. Die meisten Schiffe wurde später nachgerüstet.

Dazu verfügten die Zerstörer über vier 20-mm-Oerlikon-Zwillingsgeschütze. Soweit bei Ablieferung die Zerstörer ohne Hazemeyer-Bofors waren, wurden zumindest noch zusätzliche Oerlikons aufgestellt. Vier Zerstörer (Ulysses, Volage, Whelp, Wessex) wurden mit dem alten pom-pom-Vierling abgeliefert.
Vervollständigt wurde die Grundbewaffnung des Zerstörers durch zwei Vierlings-533-mm-Torpedorohrsätze und 70 bis 130 Wasserbomben.

Zum Ende des Krieges wurde wegen der japanischen Kamikazes die Verteidigungsbewaffnung in der Durchschlagskraft verstärkt in dem einzelne 40-mm-Geschütze zusätzlich oder als Ersatz leichterer Waffen installiert wurden.

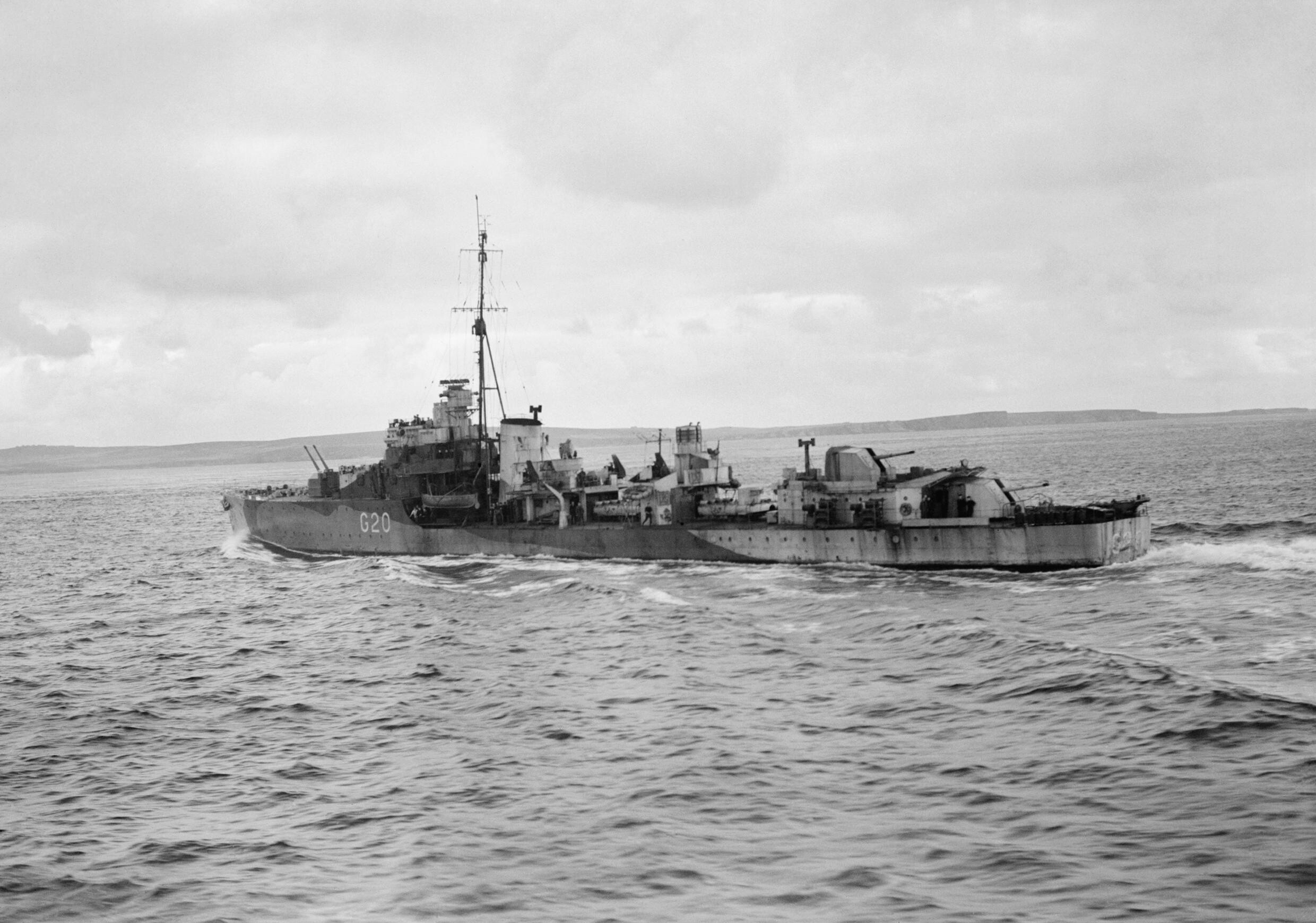
Die nach Scapa Flow einlaufende Savage nach dem Gefecht mit der Scharnhorst

Zur Erprobung der neueren 4,5-inch-Geschütze auf einem Zerstörer diente die im Juni 1943 von Hawthorn Leslie fertiggestellte Savage. Auf dem Vorschiff erhielt dieser Zerstörer ein Zwillingsgeschütz in einer Lafette BD Mk.II, wie sie schon auf modernisierten Schlachtschiffen und den Trägern der Illustrious-Klasse verbaut worden war.
Dazu erhielt die Savage auf den achteren Positionen zwei Einzelgeschütze der neuen Waffe in Einzellafetten, die den Lafetten vom Typ CP.XXII der 120-mm-Geschütze der anderen Zerstörer der Klasse weitgehend glich. Diese 114-mm-Einzelgeschütze wurden ab der Z-Gruppe die neue Standardbewaffnung britischer Zerstörer. Die Zwillingsgeschütze wurden in einer neuen Lafette 1945 mit der Battle-Klasse eingeführt.

## Umbau zu schnellen U-Jagd-Fregatten

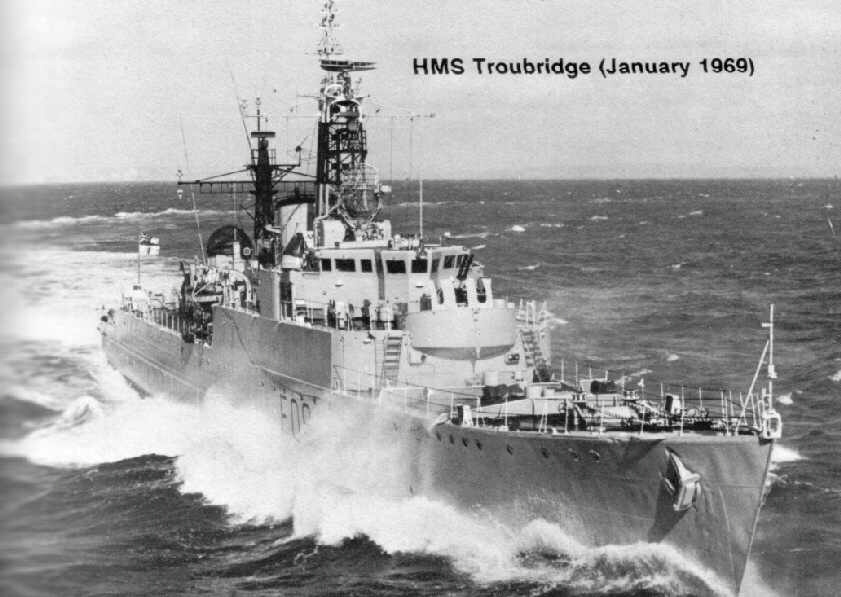
Troubridge als Typ-15-Fregatte

Die Entwicklung der modernsten U-Boote hatte schon Ende des Krieges gezeigt, dass die Mehrzahl der Geleitfahrzeuge des Krieges diesen hinsichtlich der auch unter Wasser erzielten Geschwindigkeit nicht gewachsen war. Dazu sollten auf den neuen Schiffen auch erheblich mehr Sensoren eingebaut werden und den Besatzungen und den Bedienern der Geräte mehr Platz eingeräumt werden. Auch sollten sie an Bord bei der Bedienung ihres Schiffes und seiner Waffen kaum noch dem Wetter ausgesetzt sein. Als Hauptwaffe gegen U-Boote sollten die neuen Limbo-Werfer eingebaut werden. Beim Umbau wurden alle Aufbauten und Masten entfernt und durch neue Aluminiumaufbauten ersetzt.
Noch 1949 begann der Umbau der Relentless und der Rocket zu U-Jagd-Fregatten auf den Marinewerften in Portsmouth  bzw. Devonport, der 1951 abgeschlossen wurde. Diesen ersten Musterumbauten folgten bis 1957 21 weitere Umbauten von Zerstörern des Kriegsbauprogramms der Klassen R, T (1), U (8) und  V (5), W (4) und Z, die als Fregatten Typ 15 bezeichnet wurden. Zwischen den Umbauten bestanden zum Teil erhebliche Unterschiede, und es wurden auch immer wieder Verbesserungen eingeführt.

Drei dem Typ 15 ähnliche Umbauten erfolgten in Kanada, vier in Australien und später noch zwei nicht ganz so umfangreiche in Südafrika.

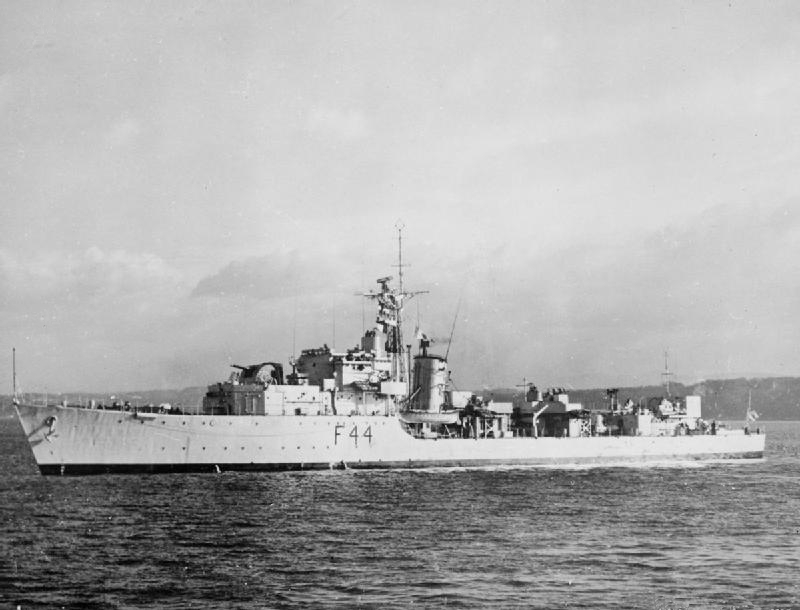
Tenacious als Fregatte Typ 16

Zeitweise sollten 57 vorhandene Zerstörer zu Fregatten des Typs 15 umgebaut werden, aber die Kosten erwiesen sich als zu hoch. Um die bestehende Lücke in der Sicherung der NATO-Verbände schneller zu schließen, wurde ein einfacherer und billigerer Umbau als Fregatte Typ 16 bestellt. Bei diesem Umbau wurde die bisherige Bewaffnung entfernt und durch ein 4-Zoll-Zwillingsgeschütz auf dem Vorschiff und sieben 40-mm-Bofors-Kanonen ersetzt. Zur U-Boot-Abwehr verfügten diese Umbauten über zwei Squid-Mörser und hatten auch noch einen vierfachen 533-mm-Torpedorohrsatz als Waffe gegen Überwasserschiffe. Zehn Zerstörer der Royal Navy wurden nach diesem Plan umgerüstet (sieben Schiffe der T-Gruppe und drei Zerstörer der O- und P-Klasse), dazu zwei weitere Schiffe der O-Klasse der pakistanischen Marine, die zu diesem Umbau 1957 nach Großbritannien zeitweise zurückkehrten.

## Abgabe an andere Marinen

Die norwegische Stord 1943

Schon bei Fertigstellung wurden zwei Zerstörer an die Norwegische Marine im Exil verliehen: im September 1943 die Success, die als Stord in Dienst kam und im März 1944 die Svenner, als Shark gebaut, die schon am 6. Juni 1944 am ersten Tag der Invasion in der Normandie verloren ging. Die Stord wurde 1946 von Norwegen angekauft und nach Einsatz als Kadettenschulschiff der norwegischen Seekriegsschule 1959 verschrottet.

Im März 1944 wurden die als Valentine und Vixen gebauten Zerstörer der V-Gruppe als Algonquin bzw. Sioux von der Royal Canadian Navy in Dienst gestellt. Sioux wurde bis 1965 als Zerstörer genutzt; Algonquin wie die meisten britischen Schiffe zu einer U-Abwehr-Fregatte umgebaut und erst 1971 verschrottet.

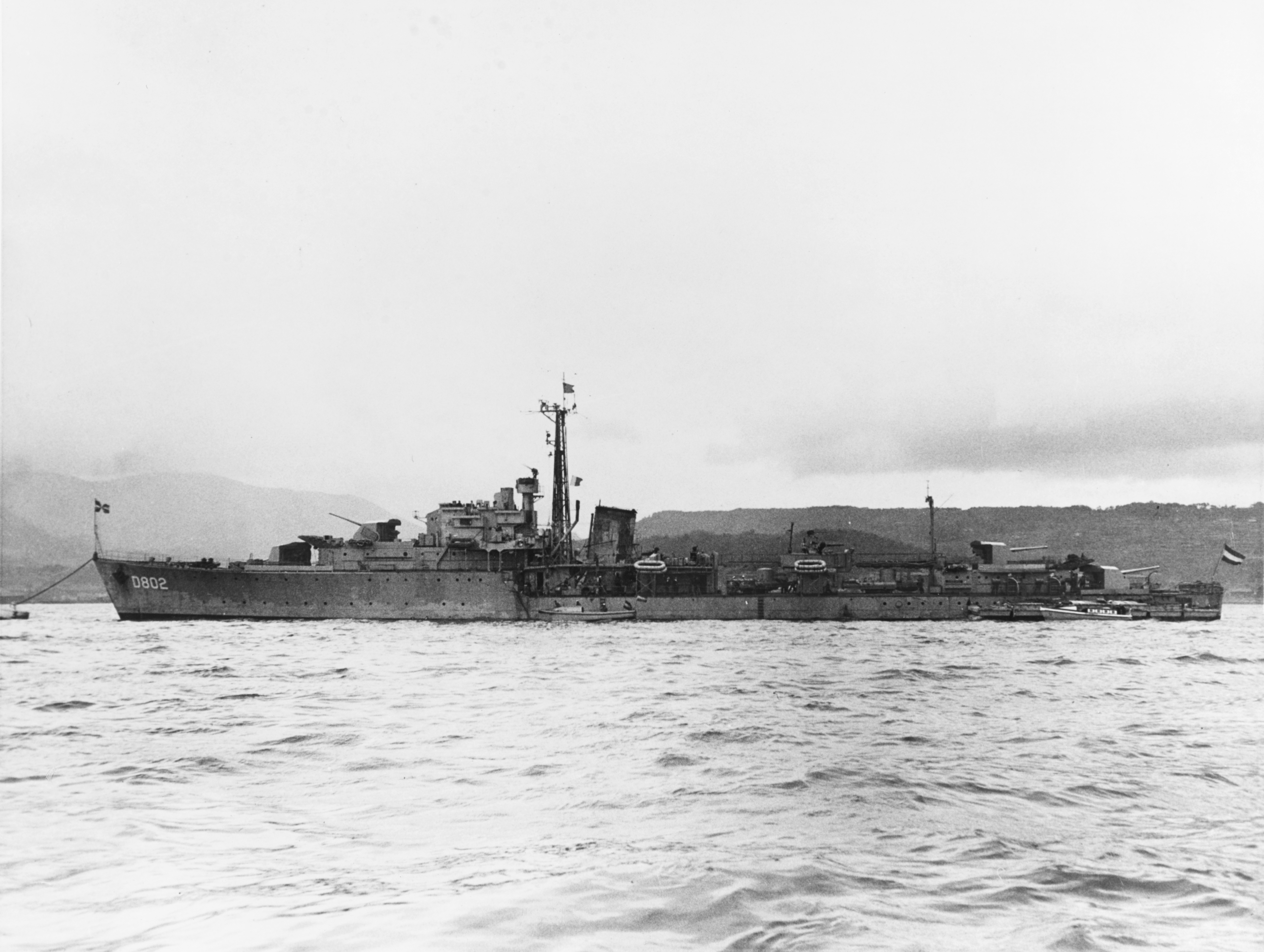
Die niederländische Evertsen ex Scourge 1952 in Yokosuka

Schon kurz nach dem Kriegsende wurden Serapis, Scorpion und Scourge an die Niederländische Marine verkauft, die dringenden Bedarf an Zerstörern hatte, um ihr Kolonialgebiet Niederländisch-Indien zurückzugewinnen. Die Zerstörer kamen als Piet Hein, Kortenaer und Evertsen ab Oktober 1945 in Dienst. 1958 wurden die drei Zerstörer zu Fregatten umklassifiziert und erhielten eine Plattform zum Einsatz eines Hubschraubers. Bis 1962 wurden sie dann ausgesondert.
1950 wurde die Wessex an die Südafrikanische Marine abgegeben, die sie in Jan Van Riebeeck  umbenannte. Ihr folgte im Februar 1952 die Whelp als Simon van der Stel.
Zu den beiden Zerstörern erwarb Südafrika später noch das bereits zu einer U-Abwehrfregatte umgebaute Schwesterschiff Wrangler, das 29. November 1956 als Fregatte Vrystaat in Dienst genommen wurde. Der geplante Ankauf von zwei weiteren bereits zu Fregatten umgebauten Zerstörern (u. a. Roebuck) wurde 1956 aufgegeben.
In den 1960er-Jahren wurden die beiden 1950/52 übernommenen Zerstörer in Südafrika umgebaut, wobei die Aufbauten nicht so umfassend verändert wurden, wie bei den britischen Umbauten. Beide Schiffe blieben Zerstörer und konnte dann U-Jagd-Hubschrauber vom Typ Westland Wasp einsetzen.
Am 14. April 1976 sank die zuletzt als Zielschiff genutzte Vrystaat. Im gleichen Jahr wurde Simon Van der Stel ausgesondert und zum Abbruch verkauft. 1978 folgte Jan van Riebeeck auf diesem Weg.
Im Oktober 1956 wurden die in der britischen Reserve vorhandenen Zerstörer Kempenfelt und Wager der W-Gruppe im Schlepp nach Jugoslawien überführt. Die Zerstörer wurden dort überholt und kamen als Kotor (Котор) und Pula (Пула) im Herbst 1959 in den Dienst der Jugoslawischen Marine. 1971 wurden die beiden Zerstörer ausgesondert und verschrottet.

## Die Zerstörer derS- bis W-Klasse
| Name                    | Bauwerft               | Kiellegung | Stapellauf               | fertig                   | Umbau                             | Endschicksal |
| ----------------------- | ---------------------- | ---------- | ------------------------ | ------------------------ | --------------------------------- | --- |
| Troubridge1 (L), R00    | John Brown BNr. 591    | 10.11.1941 | 23.09.1942               | 8.03.1943                | 1955–57 F09, Typ 15               | 29. März 1969 außer Dienst, Mai 1970 abgewrackt                                                                             |
| Tuscan² R56             | Swan Hunter BNr. 1663  | 6.09.1941  | 28.05.1942               | 11.03.1943               | 1952/53 F156, Typ 16              | seit 1954 außer Dienst, Mai 1966 abgewrackt                                                                                 |
| Tumult³ R11             | John Brown² BNr. 592   | 16.11.1941 | 9.11.1942                | 2.04.1943                | 1953/54 F121, Typ 16              | Dezember 1957 außer Dienst, Oktober 1965 abgewrackt                                                                         |
| Tyrian4 R67             | Swan Hunter² BNr. 1665 | 15.10.1941 | 27.07.1942               | 8.04.1943                | 1951/52 F67, Typ 16               | November 1956 außer Dienst, März 1966 abgewrackt                                                                            |
| Scorpion 5 G72          | Cammell La. BNr. 1094  | 19.06.1941 | 26.08.1942               | 11.05.1943               | 1945 NL: D804, F804               | 1. Oktober 1945 an Niederlande: Kortenaer, 1958 umklassifiziert, 1963 abgewrackt in Belgien                                 |
| Grenville6 (L U), R97   | Swan Hunter³ BNr. 1669 | 1.11.1941  | 12.10.1942               | 27.05.1943               | 1953/54 F197, Typ 15              | 1957 Versuche mit Bordhubschrauber, 1967 Versuchsschiff, 1974 außer Dienst, Februar 1983 abgewrackt                         |
| Savage7 G20             | Hawthorn L. BNr. 651   | 22.08.1941 | 24.09.1942               | 8.06.1943                | ===                               | April 1960 abgewrackt |
| Ulster8 R83             | Swan Hunter4 BNr. 1671 | 12.11.1941 | 9.11.1942                | 30.06.1943               | 1953–56 F83, Typ 15               | 1967 Schulschiff, 1977 außer Dienst, 1981 abgewrackt                                                                        |
| Saumarez9 (L), G12      | Hawthorn L.² BNr. 650  | 24.09.1941 | 20.11.1942               | 1.07.1943                | ===                               | 22. Oktober 1946 Minentreffer im Korfu-Kanal, nicht repariert, Oktober 1950 abgewrackt                                      |
| Scourge10 G26           | Cammell La.² BNr. 1095 | 26.06.1941 | 8.12.1942                | 14.07.1943               | 1946 NL: D802, F803               | 1. Februar 1946 an Niederlande: Evertsen, 1958 umklassifiziert, Juli 1963 abgewrackt                                        |
| Hardy11 (L V), R08      | John Brown³ BNr. 600   | 14.05.1942 | 18.03.1943               | 8.1943                   | Kriegsverlust                     | am 30. Januar 1944 im Nordmeer versenkt                                                                                     |
| Venus12 R50             | Fairfield BNr. 703     | 12.01.1942 | 23.02.1943               | 28.08.1943               | 1951/52 F50, Typ 15               | 1964 außer Dienst, 1969 Zielschiff, Dezember 1972 abgewrackt                                                                |
| Stord13 G26             | White                  | 25.02.1942 | als Success: 3.04.1943   | für Norwegen: 8.09.1943  | ===                               | 1946 Ankauf durch Norwegen, zuletzt Kadettenschulschiff, 1959 in Belgien abgewrackt                                         |
| Vigilant14 R93          | Swan Hunter5 BNr. 1679 | 31.01.1942 | 22.12.1942               | 10.09.1943               | 1951/52 F93, Typ 15               | 1963 außer Dienst, Juni 1965 abgewrackt                                                                                     |
| Teazer15 R23            | Cammell La.³ BNr. 1099 | 20.10.1941 | 7.01.1943                | 13.09.1943               | 1953/54 F23, Typ 16               | September 1961 außer Dienst, August 1965 abgewrackt                                                                         |
| Urchin16 R99            | Vickers BNr. 831       | 28.03.1942 | 8.03.1943                | 24.09.1943               | 1952–54 F196, Typ 15              | 1964 außer Dienst, August 1967 abgewrackt                                                                                   |
| Kempenfelt17 (L W), R03 | John Brown4 BNr. 601   | 24.06.1942 | 8.05.1943                | 10.1943                  | ===                               | 1956 an Jugoslawien verkauft: 10. September 1959 als Kotor in Dienst, 1972 abgewrackt                                       |
| Termagant18 R99         | Denny BNr. 1365        | 18.10.1941 | 22.03.1943               | 18.10.1943               | 1952/53 F189, Typ 16              | 1960 außer Dienst, November 1965 abgewrackt                                                                                 |
| Tenacious19 R45         | Cammell La.4 BNr. 1100 | 3.12.1942  | 24.03.1943               | 30.10.1943               | 1951/52 F44, Typ 16               | 1954 außer Dienst, Juni 1965 abgewrackt                                                                                     |
| Virago20 R75            | Swan Hunter6 BNr. 1681 | 16.02.1942 | 4.02.1943                | 5.11.1943                | 1951–53 F76, Typ 15               | 1963 außer Dienst, Juni 1972 abgewrackt                                                                                     |
| Swift21 R75             | White²                 | 12.06.1942 | 15.06.1943               | 8.12.1943                | Kriegsverlust                     | durch Minentreffer am 24. Juni 1944 gesunken                                                                                |
| Verulam22 R28           | Fairfield² BNr. 704    | 26.06.1942 | 22.04.1943               | 10.12.1943               | 1951/52 F29, Typ 15               | 21. Dezember 1970 außer Dienst, Oktober 1972 abgewrackt                                                                     |
| Serapis23 R75           | Scotts BNr. 600        | 8.1941     | 25.03.1943               | 23.12.1943               | 1945 NL: D805, F804               | 5. Oktober 1945 an Niederlande: Piet Hein, 1958 umklassifiziert, 16. Oktober 1961 gestrichen, Mai 1962 abgewracktin Belgien |
| Ulysses24 R69           | Cammell La.5 BNr. 1106 | 14.03.1942 | 22.04.1943               | 23.12.1943               | 1954/55 F17, Typ 15               | 1963 außer Dienst, 1970 abgewrackt                                                                                          |
| Undine25 R69            | Thornycroft            | 18.03.1942 | 1.06.1943                | 23.12.1943               | 1952–54 F141, Typ 15              | 1960 außer Dienst, August 1965 abgewrackt                                                                                   |
| Urania26 R05            | Vickers B.² BNr. 832   | 18.06.1942 | 19.05.1943               | 18.01.1944               | 1953–55 F08, Typ 15               | 1962 außer Dienst, August 1971 abgewrackt                                                                                   |
| Terpsichore27 R33       | Denny² BNr. 1366       | 20.11.1941 | 17.06.1943               | 20.01.1944               | 1953/54 F19, Typ 16               | 1955 außer Dienst, Mai 1966 abgewrackt                                                                                      |
| Wakeful28 R59           | Fairfield BNr. 603     | 3.06.1942  | 30.06.1943               | 17.02.1944               | 1951–53 F159, Typ 15              | zuletzt Radar- und Satcom-Schulschiff, 1969 außer Dienst, August 1971 abgewrackt                                            |
| Algonquin29 R17         | John Brown5 BNr. 602   | 8.09.1942  | als Valentine: 2.09.1943 | für Kanada: 28.02.1944   | 1952/53 DDE224                    | 1. April 1970 außer Dienst, 1971 abgewrackt in Taiwan                                                                       |
| Ursa30 R22              | Thornycroft²           | 2.05.1942  | 22.07.1943               | 1.03.1944                | 1953–55 F200, Typ 15              | 28. Oktober 1966 außer Dienst, September 1967 abgewrackt                                                                    |
| Undaunted31 R53         | Cammell La.6 BNr. 1107 | 8.09.1942  | 19.07.1943               | 3.03.1944                | 1953/54 F53, Typ 15               | ab 1959 Bordhubschrauber, Juli 1974 außer Dienst, zuletzt Zielschiff, 1978 versenkt                                         |
| Sioux32 R64             | White³                 | 31.10.1942 | als Vixen: 14.09.1943    | für Kanada: 5.03.1944    | 1950 modernisiert                 | August 1965 abgewrackt in Italien                                                                                           |
| Svenner33 G03           | Scotts² BNr. 601       | 5.11.1941  | als Shark: 1.06.1943     | für Norwegen: 11.03.1944 | Kriegsverlust                     | 6. Juni 1944 durch deutsche Torpedoboote versenkt                                                                           |
| Wizard34 R72            | Vickers Bar.³ BNr. 833 | 14.09.1942 | 14.09.1943               | 30.03.1944               | 1953/54 F72, Typ 15               | 1966 außer Dienst, März 1967 abgewrackt                                                                                     |
| Wager35 R98             | John Brown6 BNr. 603   | 24.06.1942 | 1.11.1943                | 14.04.1944               | ===                               | Oktober 1956 an Jugoslawien: 1959 als Pula in Dienst, 1971 abgewrackt                                                       |
| Whelp36 R37             | Hawthorn L.³ BNr. 656  | 1.05.1942  | 3.06.1943                | 25.04.1944               | Südafrika 1962–64                 | Februar 1953 Südafrika: Simon van der Stel 23. Februar 1953 in Dienst, 27. März 1973 außer Dienst, 1976 abgewrackt          |
| Wessex37 R78            | Fairfield4 BNr. 706    | 20.08.1942 | 2.09.1943                | 11.05.1944               | Südafrika 1964–66                 | 29. März 1950 an Südafrika: als Jan van Riebeeck, 1975 außer Dienst, als Zielschiff am 25. März 1980 versenkt               |
| Volage38 R41            | White4                 | 31.12.1942 | 15.12.1943               | 26.05.1944               | 1952/53 F41, Typ 15               | 22. Oktober 1946 Minentreffer beim Korfu-Kanal-Zwischenfall, 1956 außer Dienst, Ende 1972 abgewrackt                        |
| Wrangler39 R48          | Vickers Bar.4 BNr. 834 | 23.09.1942 | 30.12.1943               | 14.07.1944               | 1951–53 F72, Typ 15               | November 1956 an Südafrika: Vrystaat, 1963 außer Dienst, als Zielschiff am 14. April 1976 versenkt                          |
| Whirlwind40 R87         | Hawthorn L.4 BNr. 657  | 31.07.1942 | 30.08.1943               | 20.07.1944               | 1953/54 außer Dienst F157, Typ 15 | 1966 außer Dienst, als Zielschiff am 29. Oktober 1974 gesunken                                                              |